# Isabel Ferrer Sabrià
Isabel Ferrer i Sabrià (Villanueva y Geltrú, Barcelona, 15 de noviembre de 1852 - Paterna, Valencia, 20 de noviembre de 1936) fue una religiosa española, cofundadora de la Congregación de las Hermanas de la Doctrina Cristiana. Muerta al comenzar la guerra civil española, es venerada como una beata por la Iglesia Católica.

## Biografía
Nacida en Villanueva, a los 28 años se unió a Miquela Grau y Esperança Pasqual para fundar un instituto religioso de enseñanza cristiana, el de las Hermanas de la Doctrina Cristiana, fundado el 26 de noviembre de 1880 en Molins de Rey. Se destacó por el servicio y dedicación a los más necesitados.
Al estallar la Guerra Civil, el 19 de julio de 1936 (88 años) la comunidad tuvo que dejar la casa de la congregación de Carlet, Valencia. La superiora, María de los Ángeles Lloret Martí y dieciséis hermanas, que no pudieron reunirse con otros familiares, se reunieron y formaron una comunidad, refugiadas en una casa alquilada en la calle de Chapí, 7, de Valencia. Entre ellas estaba Isabel Ferrer. 
Dos fueron detenidas y se las ejecutó por fusilamiento el 26 de septiembre. Y el 20 de noviembre, una patrulla de milicianos las detuvo; siendo llevadas a Paterna y así las quince hermanas fueron ejecutadas a tiro de fusil. Ese día se conmemoran sus martirios.
Las diecisiete fueron beatificadas como mártires el día 1 de octubre de 1995.